# Medaille für treue Dienste freiwilliger Helfer beim Schutz der Staatsgrenze der Deutschen Demokratischen Republik

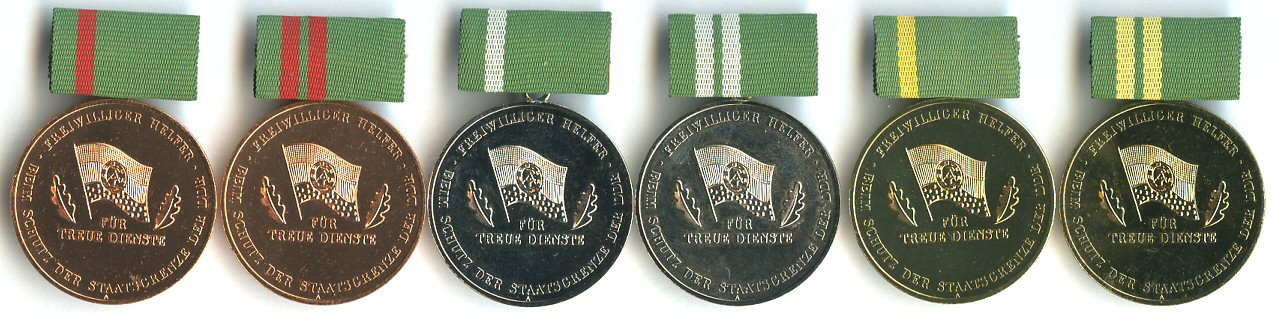
Alle Stufen der Medaille für treue Dienste freiwilliger Helfer beim Schutz der Staatsgrenze der DDR

Die Medaille für treue Dienste freiwilliger Helfer beim Schutz der Staatsgrenze der Deutschen Demokratischen Republik war eine staatliche Auszeichnung  der Deutschen Demokratischen Republik (DDR), welche in Form einer tragbaren Medaille verliehen wurde.

## Geschichte
Die Medaille wurde am 5. Dezember 1986 in sechs Stufen durch den Vorsitzenden des Nationalen Verteidigungsrates der DDR Erich Honecker gestiftet. Sie diente zur Anerkennung und Würdigung langjähriger, gewissenhafter und treuer Pflichterfüllung für alle freiwilligen Helfer zum Schutze der Staatsgrenze der DDR, insbesondere für freiwillige Helfer der Grenztruppen der DDR und für freiwillige Helfer der Volkspolizei im Grenzgebiet an der Staatsgrenze der DDR. Dabei galt folgendes Verleihungsmuster:
- I. Stufe: für 5-jährige
- II. Stufe: für 10-jährige
- III. Stufe: für 15-jährige
- IV. Stufe: für 20-jährige
- V. Stufe: für 25-jährige
- VI. Stufe: für 30-jährige

Die erstmalige Verleihung dieser Medaille fand am 1. Dezember 1987, dem Tag der Grenztruppen der DDR im Rahmen eines Festaktes statt. Bei der erstmaligen Verleihung wurde die Medaille nebst Urkunde gleich in der entsprechenden höchsten Stufe verliehen, je nachdem wie viele Jahre der Beliehene schon als Freiwilliger Helfer Dienst getan hatte.

## Verleihungsprozedere
Die Verleihung der Medaille an freiwillige Helfer bei den Grenztruppen der DDR erfolgte durch den Stellvertreter des Minister für Nationale Verteidigung und Chef der Grenztruppen der DDR alljährlich am 1. Dezember. Für freiwillige Helfer im Rahmen der Deutschen Volkspolizei im Grenzgebiet zur Staatsgrenze erfolgte die Verleihung durch den Minister des Innern und Chef der Deutschen Volkspolizei anlässlich des Tages der Deutschen Volkspolizei alljährlich zum 1. Juli.

## Aussehen und Tragweise
Die Medaille ist rund, hat einen Durchmesser von 30 mm und ist für die 5- und 10-jährige Tätigkeit bronzefarben, für die 15- und 20-jährige versilbert und für die 25- und 30-jährige Tätigkeit vergoldet. Auf ihrem Avers zeigt sie mittig die wehende Staatsflagge der DDR mit der darunter liegenden Inschrift: FÜR / TREUE DIENSTE. Sowohl Schriftzug als auf Flagge werden links und rechts von einem nach oben zeigenden Eichenlaubblatt flankiert. Umschlossen wird das ganze von der Umschrift: FREIWILLIGER HELFER (oben) ZUM SCHUTZ DER STAATSGRENZE DER DDR (unten). Das Revers der Medaille zeigt dagegen mittig das Staatswappen der DDR umschlossen von der Umschrift: FÜR DEN SCHUTZ DER ARBEITER-UND-BAUERN-MACHT sowie zwei Lorbeerzweige. Getragen wurde die Medaille an der linken oberen Brustseite an einer grün bezogenen Spange. In dieses Band waren linksseitig bei der Medaille für 5-jährige ein roter, für 10-jährige zwei rote, für 15-jährige ein silberfarbener, für 20-jährige zwei silberfarbene, für 25-jährige ein goldener, für 30-jährige Tätigkeit zwei goldfarbene senkrechte Mittelstreifen eingewebt. Die dazugehörige Interimsspange war von gleicher Beschaffenheit.